# Phymanthidae
Phymanthidae (Andres, 1883), talvolta indicata anche come  Phymanthidæ o Phymantidae, è una famiglia di celenterati antozoi dell'ordine Actiniaria nella superfamiglia Actinioidea..

## Descrizione
I Phymanthidae si distinguono per la presenza di verruche sulla colonna distale, un debole muscolo dello sfintere marginale endodermico che può anche essere assente, e due tipi di tentacoli: quelli marginali disposti in cicli che possono avere protuberanze simili a rami, e quelli discali che sono tipicamente molto corti e disposti radialmente.

## Tassonomia
Secondo il World Register of Marine Species (WORMS), la famiglia è composta da tre generi:
- Heteranthus
- Phymanthus  Milne Edwards & Haime, 1851
- Epicystis